# Малые Бюрганы
Малые Бюрганы — деревня в Буинском районе Татарстана. Входит в состав Кошки-Теняковского сельского поселения.

## География
Находится в юго-западной части Татарстана на расстоянии приблизительно 14 км на юг по прямой от районного центра города Буинск.

## История
Известна с 1926 года, когда здесь было учтено 60 жителей.

## Население
В 1938 году жителей было 242, в 1949 — 246, в 1958 — 105, в 1970 — 285, в 1979 — 180, в 1989 — 117. Постоянное население составляло 101 человек (чуваши 90 %) в 2002 году, 92 — в 2010.